# ایوان چندلر
ایوان چندلر (به انگلیسی: Evan Chandler) (زاده: ۲۵ ژانویه ۱۹۴۴، درگذشته: ۵ نوامبر ۲۰۰۹) نمایش‌نامه‌نویس و دندان‌پزشکی آمریکایی بود.
شهرت او به خاطر شکایت‌اش از مایکل جکسون، موسیقی‌دان اهل آمریکا بود. در سال ۱۹۹۳ او از مایکل جکسون به اتهام سو استفادهٔ جنسی از پسرش به نام جوردن چندلر شکایت کرد اما چندی بعد با دریافت مبلغی که رسانه‌ها میزان آن را ۲۰ میلیون دلار تخمین زدند، از شکایت خود صرف نظر کرد. ۲ روز پس از درگذشت ناگهانی مایکل جکسون، پسر ایوان، جردن اعلام کرد که مایکل هیچ‌گاه او را مورد آزار جنسی قرار نداده بود و پدرش به دنبال پول بود و به همین دلیل او را مجبور به دروغ گفتن کرد.

## خودکشی
او تنها ۶ ماه پس از درگذشت ناگهانی مایکل جکسون در آپارتمان محل سکونتش در تاریخ ۵ نوامبر ۲۰۰۹ با شلیک گلوله به سرش خودکشی کرد و درگذشت. کاترین جکسون، مادر مایکل جکسون، احتمال می‌دهد که دلیل خودکشی او عذاب وجدان بود.

ایوان چاندلر، پدر شاکی اول مایکل چند ماه قبل خودکشی کرد. گرچه نمی‌توانم دقیقاً بگویم دلیل این کارش چه می‌تواند باشد، اما می‌خواهم باور کنم که وجدانش بالاخره او را گرفتار کرد و پس از اینکه حرفهٔ یک مرد بی‌گناه را خراب کرد و به روحش آسیب رساند، دیگر قادر به تحمل این زندگی نبود.

## کتاب
- Taraborrelli, J. Randy (2004). The Magic and the Madness. Terra Alta, WV: Headline. ISBN 0-330-42005-4.